# Hermann Ludwig Seefisch

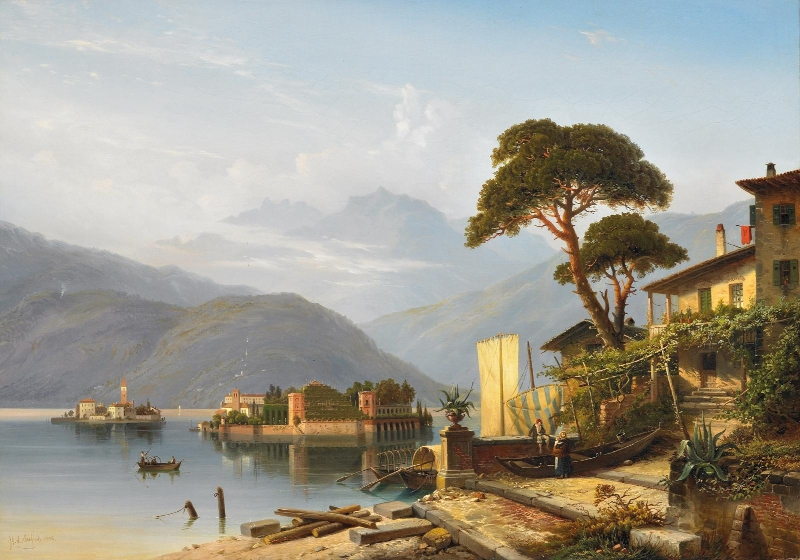
Am Lago Maggiore 1848

Hermann Ludwig Seefisch (* 1810 in Potsdam; † 1879) war ein deutscher Landschafts-, Genre- und Porträtmaler.

## Leben
Seefisch absolvierte 1829 bis 1833 ein Studium an der Preußischen Akademie der bildenden Künste in Berlin und nahm Kurse zur Anatomie und Perspektive. 1832 erfolgte eine Ausbildung im Atelier von Wilhelm Wach in Berlin, ab 1834 die regelmäßige Teilnahme an den Berliner Akademie-Ausstellungen. Um 1836 bis 1839 war er in Paris, wo er bis ca. 1838 im Atelier von Louis Étienne Watelet studierte. Nach 1839 war er als Maler in Berlin tätig.

## Werke (Auswahl)
Pariser Zeit
- Ansicht von Paris, von den Kalksteinbrüchen bei Pantin aus, beim Sonnenuntergang, Verbleib unbekannt (BAA 1838, Nr. 787)
- Gegend bei St. Denis, Verbleib unbekannt (BAA 1838, Nr. 789)
- Le repos des moissonneurs, 1838, Öl/Lw, 40,7 × 62,2 cm, Verbleib unbekannt (Mayer: 100 000 œuvres d’art 2001, S. 48)
- Lotsen im Hafen von Dünkirchen, Verbleib unbekannt (BAA 1838, Nr. 790)
- Stadt in der Normandie, Komposition nach Motiven aus Rouen, Verbleib unbekannt (BAA 1838, Nr. 788)